# Gasanstalt Dresden-Reick
Die Gasanstalt Dresden-Reick ist eine ehemalige städtische Gasanstalt im Stadtteil Dresden-Reick und ein bedeutendes Zeugnis gründerzeitlicher Industriekultur. Sie befand sich in der Gasanstaltstraße 10.
Die ersten beiden Gasbehälter wurden von 1887 bis 1891 durch Theodor Friedrich und 1909 ein dritter Gasbehälter durch Hans Erlwein errichtet. 1916 wurden nach Entwürfen von Hans Poelzig Werksbauten hinzugefügt. Später kam noch ein Gasbehälter in Metallkonstruktion hinzu (Scheibengasbehälter 1958). 1973 wurde die Gaserzeugung eingestellt, 1974 der erste Gasbehälter abgetragen.

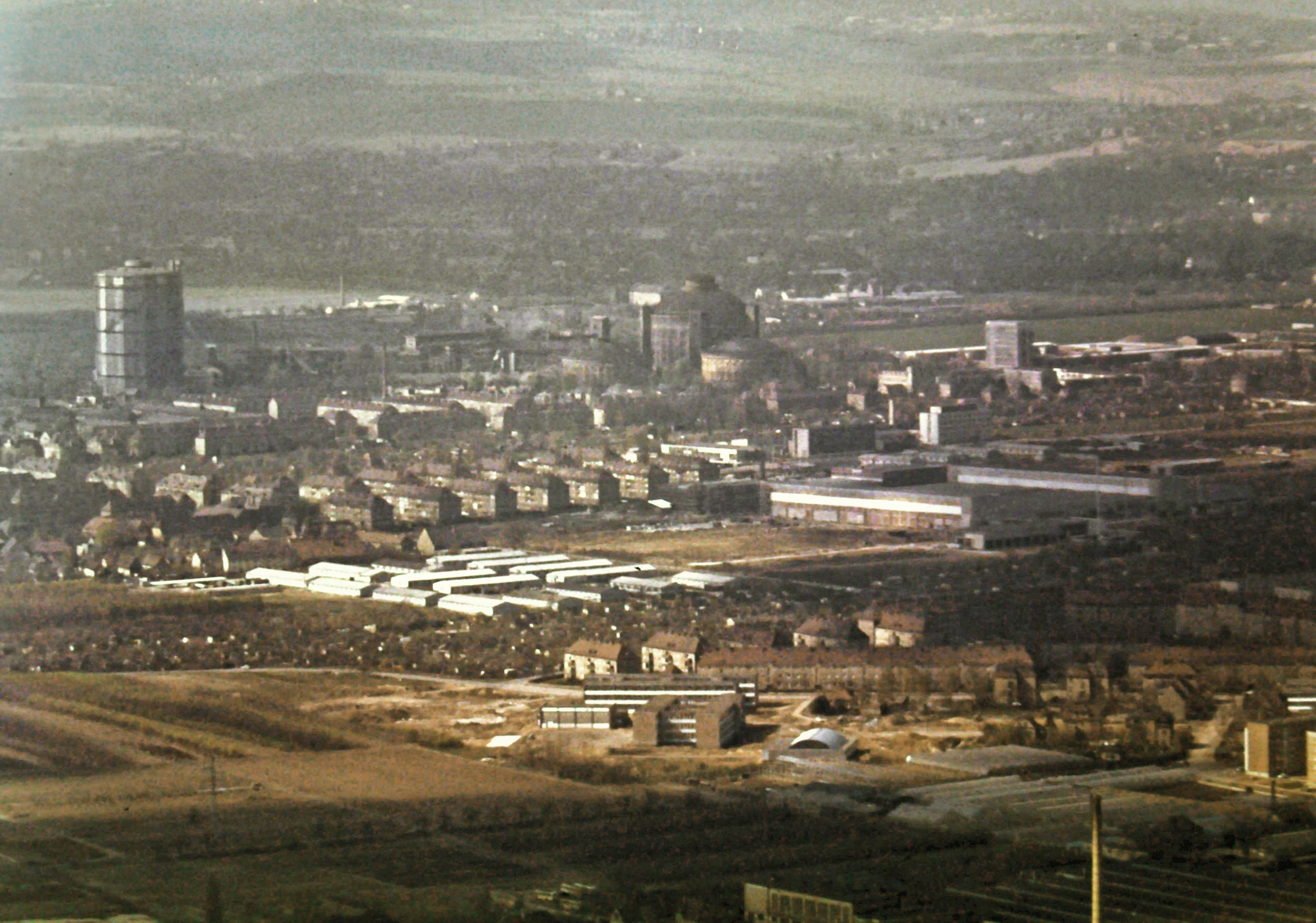
Blick vom Fernsehturm zur Gasanstalt Dresden-Reick mit Gasometer I, II und III (links und Mitte, ca. 1970)
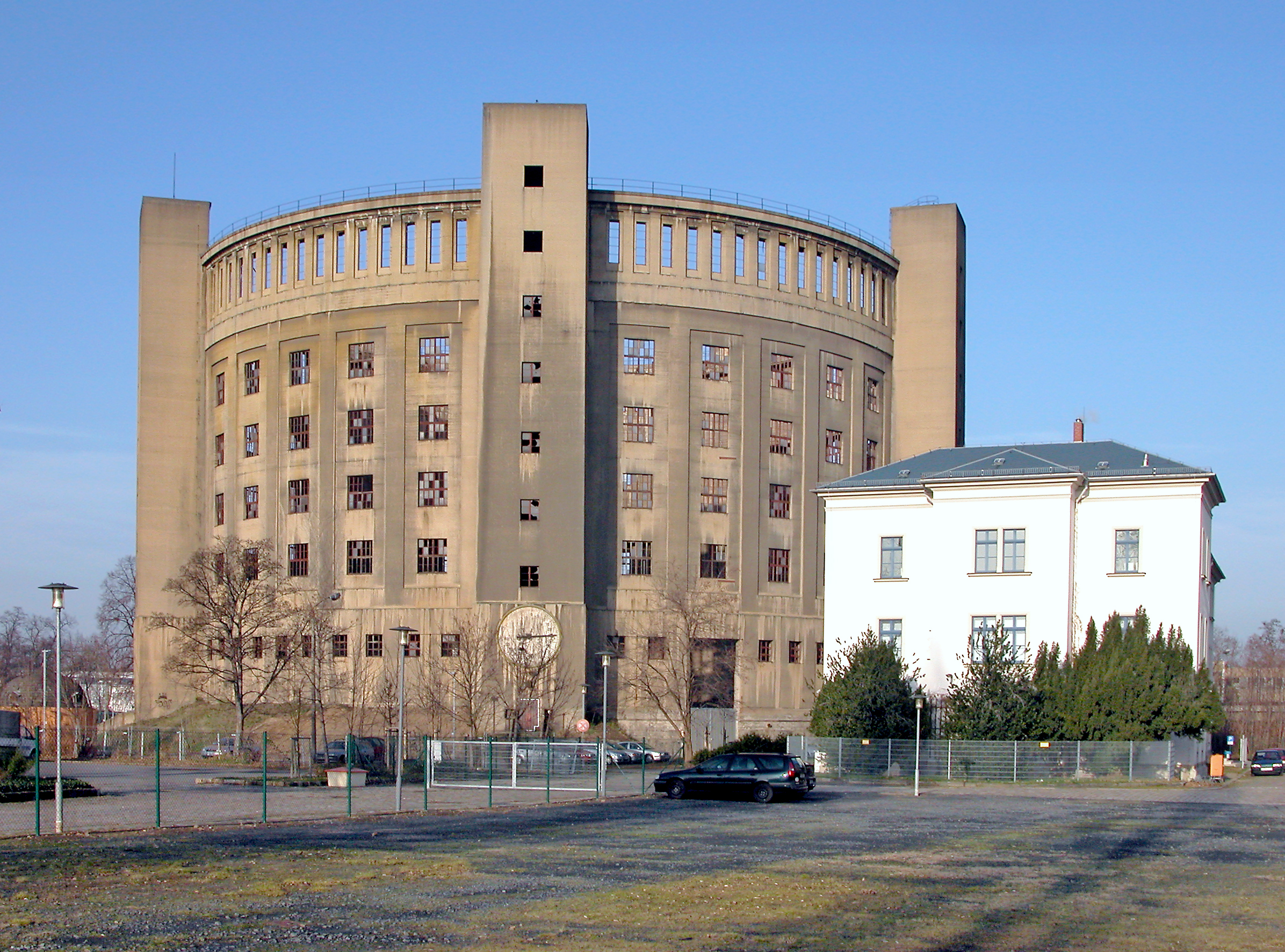
Gasanstalt Reick, Erlwein-Gasometer (Gasometer III)
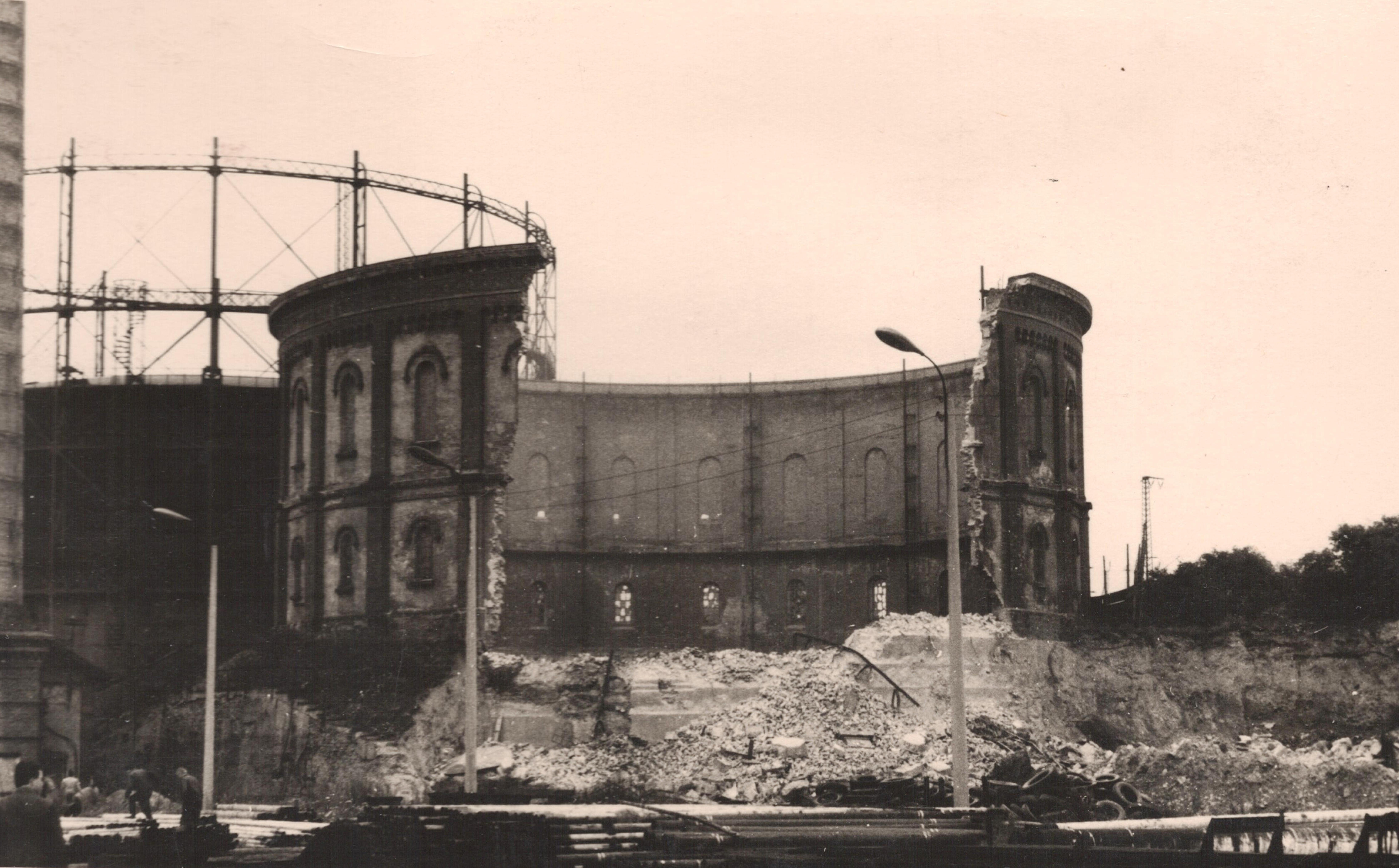
Gasanstalt Reick, (Gasometer II) Sprengung 1972

Von dem Komplex erhalten sind die repräsentative Toranlage mit Pförtnerhaus, die massive Ziegelummauerung des runden Gasbehälters von 1879 und der ebenfalls runde Stahlbetonbau des Gasbehälters von 1909. Der ältere Bau wurde über einem Sockelgeschoss mit Putzquaderung errichtet, die gekuppelten Rundbogenfenster sind im ersten und zweiten Obergeschoss von hohen Blendbögen überfangen. Der imposante Stahlbetonbau besteht aus dem zylindrischen, über sechs Geschosse reichenden hüllenartigen Körper, der von fünf kubischen Treppentürmen gehalten zu werden scheint. Darüber hinaus ist er durch zahlreiche regelmäßig angeordnete Fenster und Lisenen gegliedert. Eine Flachkuppel mit niedriger runder Lüftungslaterne schloss den Bau nach oben.
In direkter Nachbarschaft befindet sich das Innovationskraftwerk Dresden-Reick.

## Nutzung als Panorama-Ausstellung
Einer der Gasometer ist unter dem Namen Panometer Dresden als Ausstellungsraum ausgebaut und eignet sich aufgrund seiner Architektur optimal zur Präsentation von 360°-Panoramen. Zurzeit wird ein Panorama von Yadegar Asisi gezeigt, AMAZONIEN - Faszination tropischer Regenwald im Maßstab 1:1 mit rund 106 Metern Länge und 27 Metern Höhe. Das 360° Panorama wird bis voraussichtlich Ende 2025 ausgestellt.